# Dereźnia Majdańska
Dereźnia Majdańska – wieś w Polsce położona w województwie lubelskim, w powiecie biłgorajskim, w gminie Biłgoraj.
W latach 1975–1998 miejscowość administracyjnie należała do województwa zamojskiego. 
Wieś wchodzi w skład sołectwa Dereźnia Solska, Dereźnia Majdańska, Podlesie w gminie Biłgoraj. Według Narodowego Spisu Powszechnego z roku 2011 wieś liczyła 267 mieszkańców i była osiemnastą co do wielkości miejscowością gminy.
Wierni Kościoła rzymskokatolickiego należą do parafii św. Marii Magdaleny w Biłgoraju.

## Szlaki turystyczne
Rowerowy Szlak im. Józefa Złotkiewicza